# Овечково
Овечково — деревня в Куньинском районе Псковской области России. Входит в состав Жижицкой волости.

## История
Деревня впервые упоминается под названием Овечкина на топографической карте Фёдора Шуберта, изданной в 1861 году.
В списке населённых мест Псковской губернии за 1885 год значится деревня Овечково (№ 13461). Располагалась при ручье в 37 верстах от уездного города. Входила в состав Плотиченской волости Торопецкого уезда. Имела 3 двора и 15 жителей.
На карте РККА 1923—1941 годов обозначена деревня Овечкина. Имела 19 дворов.

## География
Расположена в 14 км к северо-западу от волостного центра, деревни Жижица.

## Население
| 2001 | 2002 | 2010 |
| ---- | ---- | ---- |
| 59   | ↘41  | ↘22  |